# Kopalnia Węgla Kamiennego Jan Kanty
Das Bergwerk Jan Kanty (polnisch Kopalnia Węgla Kamiennego Jan Kanty) ist ein stillgelegtes Steinkohlenbergwerk in der polnischen Stadt Jaworzno.

## Geschichte
Die Jaworznoer Gewerkschaft SA (Gwarectwo Jaworznickie), die unmittelbar nach dem Ersten Weltkrieg die ehemals galizischen Kohlenfelder nordwestlich von Jaworzno übernahm und damit über eine Berechtsame von rund 101 km² verfügte, errichtete als eine ihrer ersten Handlungen nach ihrer Gründung als drittes Bergwerk nach Jacek-Rudolf/Kościuszko und Friedrich-August/Piłsudski 1920 die Zeche Jan Kanty mit den beiden Schächten Niedzieliska I und II. Namensgeber war Jan Kanty Steczkowski, Ministerpräsident des  Regentschaftskönigreichs Polen.

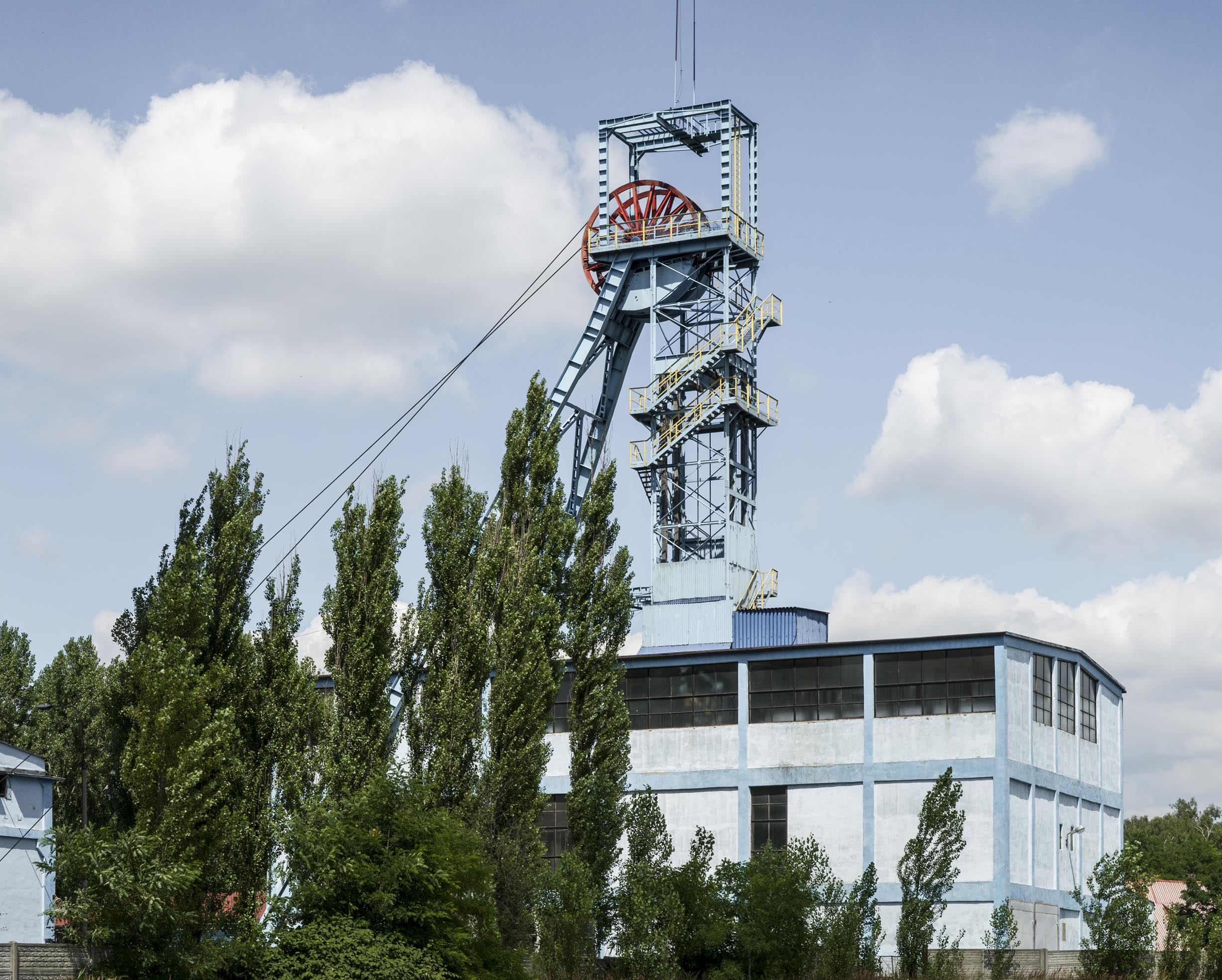
Gerüst über Schacht Witold I

Parallel zum Abteufen der zwei Schächte erfolgte die Errichtung von Tagesanlagen und der Bau einer Bahnverbindung zur Strecke Jaworzno-Szczakowa.
Die Zeche förderte 1923 bereits 108.000 t und 1924 123.000 t Steinkohlen und konnte sie soweit steigern, dass 1929 von 340 Bergleuten 180.000 t Kohle zu Tage gehoben werden konnten. Aber auch hier brachte die Weltwirtschaftskrise einen signifikanten Rückgang in der Produktion und der Zahl der Mitarbeitenden.
Diese Situation änderte sich erst nach dem Überfall Deutschlands auf Polen und der Besetzung des Landes. Wie bei den anderen Zechen in der Region um Jaworzno herum geriet dieses Bergwerk unter die Verwaltung der EVO (Elektroversorgung Oberschlesien), und so mussten sowohl Kriegsgefangene als auch Häftlinge aus Auschwitz unter Tage arbeiten. Durch die damit verbundene Vergrößerung der Belegschaft wurden kurz vor Kriegsende 500.000 Tonnen Kohle gefördert.
Die Nachkriegszeit brachte eine Reihe von Umstrukturierungsmaßnahmen mit sich, die oft schon nach wenigen Jahren wieder geändert oder rückgängig gemacht wurden. So kam es 1945 zum Zusammenschluss mit dem benachbarten Bergwerk Leopold und 1947 zu einem Zusammenschluss mit Piłsudski und Kościuszko, der aber schon 1954 wieder aufgelöst wurde. 
Im Jahr 1953 erhielt das Bergwerk den Namen Komuna Paryska nach der 1871 kurzzeitig bestehenden Pariser Kommune, der bis 1989 bestehen blieb. 
Die 1950er Jahre waren durch große Investitionen in weitere Betriebsanlagen geprägt, zu denen die Schächte Jerzy, Jęzor V, Marian V, Artur, Jerzy II und Zygmunt gehörten. Dadurch sowie durch eine Erhöhung der Belegschaft auf 3900 Personen konnte 1957 die Grenze von 1 Million Tonnen Kohle durchbrochen werden. 1973 kam ein Förderturm über Schacht Witold II hinzu, der neben der Steinkohle auch jährlich 720 t Erz zu Tage hob.

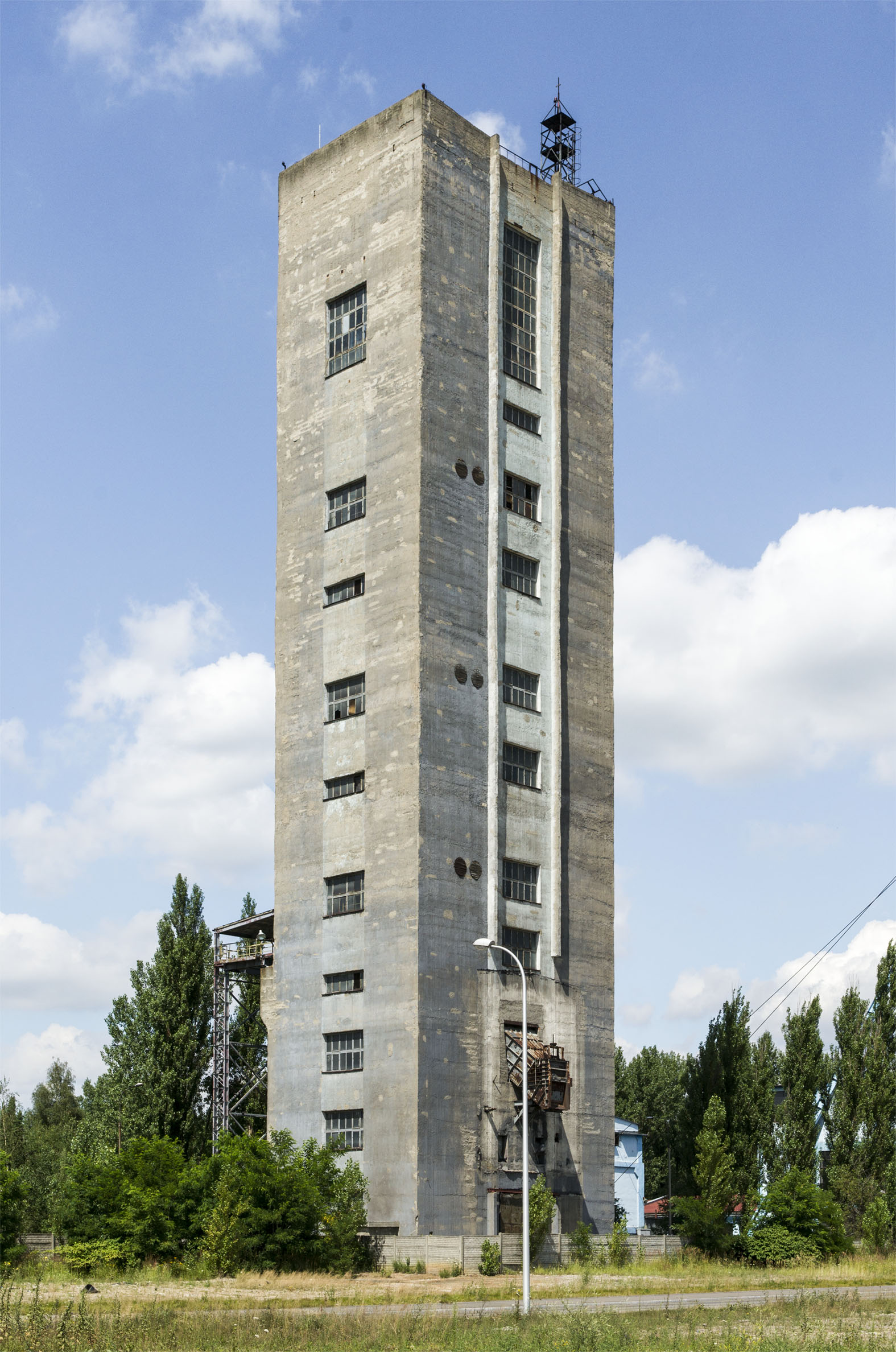
Betonturm über Schacht Witold II

Obwohl bereits in den frühen 1990er Jahren die Produktion schlagartig auf etwa 1 Mio. t sank, tätigte man in dieser Zeit noch Investitionen in beträchtlicher Höhe. 1992 wurde für 145 Mrd. Złoty eine neue Wäsche und 1993 für 270 Mrd. eine Entschwefelungsanlage gebaut. 
Am Schluss gab es neben der Hauptanlage Witold I/II und dem Schacht Leopold noch die Schachtanlage Jęzor VI, den Wetterschacht Wschodni sowie den Schacht Krasicki.
- Witold I 290,4 m  (Förderung 270-m-Sohle)
- Witold II 336,3 m (Doppelförderung auf der 330-m-Sohle, Seilfahrt; einziehender Wetterschacht)
- Jęzor VI 152,2 m (Materialtransport; ausziehend)
- Schacht XI 270,7 m (Materialtransport; ausziehend)

Das Bergwerk wurde am 31. Juli 2000 stillgelegt und viele Tagesanlagen abgerissen.

## Förderzahlen
1924: 123.000 t; 1970: 1,78 Mio. t; 1979: 2,51 Mio. t